# 鲁本·卡尔松
鲁本·卡尔松（瑞典語：Ruben Carlsson，1913年1月29日—2004年2月14日），瑞典男子冰球运动员，场上位置是前锋。他曾代表瑞典国家队参加1936年冬季奥林匹克运动会冰球比赛，获得第5名。